# Cathaya
Cathaya, monotipski biljni rod iz porodice Pinaceae. Jedina vrsta je zimzeleno drvo C. argyrophylla, kineski endem, koji naraste do 20 metara visine.

## Sinonimi
- Cathaya argyrophylla subsp. nanchuanensis (Chun & Kuang) Silba
- Cathaya argyrophylla subsp. sutchuenensis Silba
- Cathaya nanchuanensis Chun & Kuang
- Pseudotsuga argyrophylla (Chun & Kuang) Greguss
- Tsuga argyrophylla (Chun & Kuang) de Laub. & Silba